# Качан (Тёпло-Огарёвский район)
Качан — деревня в Тёпло-Огарёвском районе Тульской области России.
В рамках административно-территориального устройства входит в Больше-Огарёвский сельский округ Тёпло-Огарёвского района, в рамках организации местного самоуправления включается в Волчье-Дубравское сельское поселение.

## География
Расположена на реке Красивая Меча в 16 км к юго-востоку от посёлка Тёплое и в 78 км к югу от Тулы.
Дорог с твёрдым покрытием нет. В 1,5 км к западу от деревни проходит автодорога Ефремов — Тёплое.

## Население
| 2010 |
| ---- |
| 5    |

## История
В конце XIV века набеги монголо-татар на Русь сократились, но большой урон краю наносили крымские татары, которые совершали свои набеги по Муравскому шляху, уводя в плен местных жителей, убивая непокорных. Постепенно эта территория обезлюдела, превратившись в «Дикое поле» — это территория между Доном, Верхней Окой, левыми притоками Десны и Днепра. Территория современного Тепло — Огаревского района находилась в центре Дикого поля и была заселена лишь к концу XVII — началу XVIII веков, с созданием Российского централизованного государства.
Дата основания деревни неизвестна. Первое из найденных упоминаний относится к 1763 году. По данным третьей ревизии 1763 г. деревня Ефимовка — вотчина Коллежского советника Ивана Даниловича Ханыкова. До «приватизации» 1763 года земли Богородицкого уезда были дворцовыми, то есть принадлежали императору.
Крестьяне деревни Ефимовой были прихожанами Богоявленской церкви села Казанское/Ивановское Богородицкого уезда Тульской губернии.
В 1786 году сельцо Ефимово было куплено лейб-гвардии прапорщиком Иваном Дмитриевичем Даудовым у коллежского советника Ивана Даниловича Ханыкова.
В 1793 г. сельцо досталось по наследству Александру Дмитриевичу Даудову от его родного брата Ивана Дмитриевича Даудова.
На 1795 год в деревне Ефимовой проживало крестьян : 43 мужчины и 45 женщины.
В 1811 году после смерти Александра Дмитриевича, владелицей деревни становится его вдова Аграфена Ивановна Даудова. В деревне на тот момент проживало 43 крестьянина мужского пола.
В 1815 году Даудова А. И. продала д. Ефимовой по купчей коллежскому асессору Андрею Дмитриевичу Тележникову. По ревизской сказке 1816 года в деревне насчитывалось 34 крестьянина мужского и 35 крестьянок женского пола.
В 1817 г. сельцо переходит по наследству от Андрея Дмитриевича Тележникова его сыну — артиллерии штабс-капитану Александру Андреевичу Тележникову. Согласно ревизской сказке 1834 года в сельце проживали 16 крестьян мужского и 15 женского пола.
В 1850 г. в ревизской сказке у сельца Ефимовки указывают двойное название Ефимовка—Качан, население составляло 40 мужчин и 30 женщин, проживавших в 9-ти дворах.
Согласно Ревизии 1858 г. в сельце проживало 23 крестьян мужского и 28 крестьянок женского пола.
До революции 1917 года деревня относилась к Казанской волости Богородицкого уезда Тульской губернии.